# Veronique Mifsud
Veronique Mifsud (* 11. Februar 2003 in Malta) ist eine maltesische Fußballspielerin. Seit 2019 ist sie für die maltesische Fußballnationalmannschaft aktiv.

## Karriere

### Verein
Seit 2016 spielt Mifsud für den Verein Birkirkara FC.

### Nationalmannschaft
2019 war sie für Malta U17 aktiv. Danach trat sie im selben Jahr für die Maltesische Fußballnationalmannschaft der Frauen als Mittelfeldspieler ein. Ihr Debüt für gab sie am 7. April 2019 bei einem Spiel gegen Rumänien. Bisher absolvierte sie 5 Länderspiele.